# Gymnothorax zonipectis
Espèce
Gymnothorax zonipectis, ou communément nommée murène à nageoire rayée, est une espèce de poissons de la famille des Muraenidae.

## Description
La murène à nageoire rayée est une murène de taille moyenne qui peut atteindre une longueur maximale de 50 cm, cependant les spécimens habituellement rencontrés n’excèdent guère 30 cm de long,.
Son corps serpentiforme possède une teinte de fond beige et est couvert de motifs à base de points et de lignes discontinus et difformes de teinte brun foncé. Une tache blanchâtre relativement étendue se répand sous le coin arrière de l’œil.

## Distribution & habitat
La murène à nageoire rayée est présente dans les eaux tropicales et subtropicales du bassin Indo-Pacifique soit des côtes orientales de l'Afrique à la Polynésie et à Hawaï ainsi que du sud de Taïwan à la Nouvelle-Calédonie,.
Cette murène fréquente les eaux peu profondes et détritiques des lagons et pentes externes des récifs et ce jusqu'à 40 mètres de profondeur maximale,.

## Biologie
La murène à nageoire rayée est un carnivore, solitaire, discret et benthique, la journée elle se repose dans un abri où elle demeure bien souvent invisible et la nuit venue elle sort pour chasser activement ses proies, constituées de petits poissons.